# Отавин, Константин Анатольевич
Константи́н Анато́льевич Ота́вин (род. 25 ноября 1973 год, РСФСР, СССР) — российский пауэрлифтер, мастер спорта России международного класса.

## Биография
В начале 2000 являлся членом сборной России по жиму лёжа. Тренер — М. М. Хаин. 
Чемпион России (2007), Европы (2006), Евразии (2008) по версии WPC, чемпион Европы (2006) по версии GPC, чемпион России (2013), Евразии (2012), мира (2011, 2013, 2018) по версии НАП, чемпион Европы (2013) по версии EPA.
В жиме лёжа (в экипировке) установил 4 мировых рекорда, 2 из которых — действующие
Руководитель Ассоциации силовых видов спорта Пермского края.